# Mike Smith (cestista 1963)
Mikel Smith Gibbs, detto Mike (New York, 10 settembre 1963), è un ex cestista statunitense naturalizzato spagnolo.

## Biografia
Suo figlio, Sean Smith è un  giocatore di basket.

## Carriera
Con la Spagna ha disputato due edizioni dei Campionati europei (1995, 1997).

## Palmarès
- Campionato spagnolo: 1

Joventut Badalona: 1991-92
- Copa Príncipe de Asturias: 1

Joventut Badalona: 1991
- Liga catalana: 3

Joventut Badalona: 1991, 1992, 1994
- Coppa dei Campioni: 1

Joventut Badalona: 1993-94
- Eurocoppa: 1

Real Madrid: 1996-97